# Abuna Messias
Abuna Messias è un film di genere drammatico del 1939 diretto da Goffredo Alessandrini.

## Trama
È la narrazione storica sulla seconda missione etiopica in Abissinia del Cardinale Guglielmo Massaia, avvenuta nella seconda metà dell'Ottocento. Il film, girato a tre anni dalla fine della guerra d'Etiopia, tenta un'opera di legittimazione dell'ingerenza italiana in quei territori, ricollegandosi non alle dolorose vicende della guerra tra l'Italia di Crispi e Menelik, ma al loro antefatto, precedente anche il periodo dell'alleanza fra l'Italia e il Negus: il tempo in cui Menelik coltivava per sé e per la sua gente l'amicizia con il governo italiano e in cui accolse benignamente l'opera caritativa del celebre missionario, che divenne suo ottimo amico. Il film ci presenta subito la bella figura di Massaia, detto in lingua etiope Abuna Messias: anziano, in abiti francescani e "beduini", accompagnato dal fido padre Leone, attraversa a piedi l'arida terra di Abissinia, portando la parola di Dio e facendo del bene, confidando appieno nella Provvidenza Divina. Lo vediamo subito mentre riscatta uno schiavo che se la passa male.
Immediatamente dopo, facciamo la conoscenza del suo antagonista: Abuna Atanasio, capo locale della Chiesa Copta, preoccupato per la presenza sul suo territorio di Massaia, che pare conoscere bene e temere.
Tra i due, Menelik, il re della Scioa, la regione centrale del paese, che mostra una calda amicizia nei confronti di Massaia e lo accoglie fraternamente, suscitando la riconoscenza del primo e l'invidia e l'irritazione del secondo. Certamente il re è anche mosso da interesse per i benefici che l'opera di apostolato e di sollievo materiale di Massaia presso gli indigeni può arrecare; e per i suoi legami con il governo sabaudo nel cui aiuto "civilizzatore" egli spera. Ma da parte sua c'è anche una sincera affinità umana col missionario italiano. I rapporti tra Massaia e Menelik sono messi a rischio dall'alleanza tra Abuna Atanasio e la principessa Além, figlia del capo-clan dei Galla, nobile famiglia abissina, che aspira al trono e che per questo ambiva a sposare Menelik.
Il primo è invidioso degli onori tributati dal re ad un "esponente di un'altra religione"; e per recuperare la posizione di privilegio che ritiene gli spetti, si muove con spietata scaltrezza: prima scomunica chiunque abbia rapporti con il missionario cattolico e invita la popolazione ad abbattere la casa in cui è posta la sede della sua missione; poi prova a sobillare l'imperatore d'Etiopia (il "re dei re", il Negus Neghesti) Johannes, perché costringa Menelik ad abbandonare la politica di apertura all'Europa e cacci gli stranieri dall'Abissinia. Non riuscendo con la malizia, convince il Negus a stare dalla sua parte con la minaccia di scomunicarlo. E così Johannes ìntima a Menelik di obbedirgli. Il re si rifiuta e si prepara alla guerra. Quanto ad Alèm, dopo aver chiesto a Massaia di intercedere per lei presso Menelik ed avere incassato il rifiuto del re, attribuisce la colpa dell'insuccesso al religioso italiano e si unisce al disegno di Atanasio, garantendo a Johannes il supporto del suo potente clan e del suo esercito.
Nel frattempo, incurante di tutte queste trame, Massaia passa le sue giornate ad aiutare la popolazione: assiste i malati; prova, con successo, ad elaborare una forma primitiva di vaccino contro il vaiolo; gira nei villaggi per somministrarlo agli indigeni. Il favore popolare di cui gode è ulteriore pungolo per l'invidia di Atanasio. Mentre i due fronti si preparano alla guerra (i preparativi sono l'occasione per mettere in scena sequenze di massa, di sapore folkloristico), Massaia, consapevole di essere la causa o almeno il pretesto del conflitto, si reca prima da Menelik e poi da Johannes per scongiurare le ostilità. È pronto anche a consegnarsi all'imperatore. Ma questi lo lascia andare, dicendosi oramai obbligato alla battaglia. Lo scontro armato è duro (con altre impegnative scene di massa in campo aperto) e alla fine, anche grazie al contributo dei Galla, Johannes ha la meglio. Nonostante la vittoria, decide di essere clemente con lo sconfitto, concedendogli di rimanere re, ma pretendendo da lui sottomissione piena e intimando - pur con dispiacere - a Massaia di tornare in Italia, per dare soddisfazione ai Copti. Così, Massaia è costretto ad abbandonare la sua missione. Nel cammino d'uscita dal paese, dopo aver salutato e benedetto il fido padre Leone, che muore, il religioso viene accompagnato fino al confine da una moltitudine di persone, grate a lui per il bene materiale e spirituale fatto in tutto quel tempo.

## Distribuzione
La pellicola venne girata nella primavera del 1939 in esterni nell'Africa Orientale Italiana, nella Piana di Cobbù, sui monti del Cercer e nella città di Decamerè. Venne presentato in concorso alla VII Mostra Internazionale d'Arte cinematografica di Venezia il 31 agosto 1939, vincendo la Coppa Mussolini come miglior film. La Commissione di Revisione Cinematografica concede il nulla osta alla visione del film nelle sale una prima volta con il titolo Abuna Messias (Cardinal Massaia) e ottiene il visto di censura n. 30.744 il 12 ottobre 1939, giudicandolo d'interesse nazionale e quindi ammesso a godere del beneficio delle programmazioni obbligatorie Da tale visto, risulta che il metraggio dichiarato della pellicola è di 2.750 metri, ma quello accertato risulta essere di 2.656 metri; perciò probabilmente in sede di montaggio i 94 metri di pellicola mancanti fanno parte del prologo, dove veniva seguita la visita dei luoghi della guerra italo-abissina da parte del Cappellano militare Reginaldo Giuliani, interpretato da Oscar Andriani.
Nel 1947 il film venne presentato una seconda volta alla Commissione di Revisione, con il titolo cambiato in Abuna Messias (Vendetta africana) e ottiene un secondo visto di censura n. 1.692 il 21 aprile 1947 con una lunghezza accertata ancora accorciata a 2.624 metri: con ogni probabilità i 32 metri mancanti di pellicola riguardano il breve ruolo dello statista piemontese Camillo Benso conte di Cavour interpretato da Corrado Racca; anche nei passaggi televisivi il personaggio non compare. La Cineteca Nazionale del Centro sperimentale di cinematografia possiede una copia del film con la lunghezza originaria di 2.656 metri. All'estero il film venne proiettato in Francia il 20 agosto 1948 con il titolo L'apôtre du desert. Il 21 aprile 2010 viene editato un DVD del film, pubblicato dalla San Paolo Audiovisivi.

## Altri tecnici
- Arredatore: Angelo Zagame
- Aiuto regista: Umberto Scarpelli
- Direttore di produzione: Luigi Giacosi
- Operatori: Carlo Giordani, Goffredo Bellisario, Beniamino Fossati
- Fonico: Giacomo Pitzorno
- Pitture: Dino Martens, Alfonso Paulis

## Critica
(Mario Gromo, La Stampa, 27 ottobre 1939)
(Umberto Barbaro, Bianco e Nero, settembre 1939)
(Adolfo Franci, L'Illustrazione Italiana n. 5, novembre 1939)

## Recensioni
- Cesare Vico Lodovici, Si gira Abuna Messias a Decamerè, Film, 13 maggio 1939 (notizie di lavorazione)
- Alberto Albani Barbieri, La Tribuna, 3 settembre 1939 (dal Festival di Venezia)
- Mino Doletti, Film, 2 settembre 1939 (dal Festival di Venezia)
- Dino Falconi, Il Popolo d'Italia, 1º settembre 1939 (dal Festival di Venezia)
- Fabrizio Sarazani, Il Giornale d'Italia, 2 settembre 1939 (dal Festival di Venezia)
- Luigi Chiarelli, Film n. 28, ottobre 1939
- Guglielmina Setti, Il Lavoro, 26 ottobre 1939
- Arnaldo Fratelli, La Tribuna, 27 ottobre 1939
- Giuseppe Isani, Cinema n. 81, 10 novembre 1939

## Riconoscimenti
- 7ª Mostra internazionale d'arte cinematografica di Venezia
  - Coppa Mussolini come miglior film